# 廣野卓
廣野 卓（ひろの たかし、1932年 - ）は、日本の料理史家。
大阪府生まれ。東北大学農学部卒業。乳業会社勤務を経て、歴史科学会主宰。

## 著書
- 『古代日本のミルクロード 聖徳太子はチーズを食べたか』1995　中公新書
- 『古代日本のチーズ』1996　角川選書
- 『食の万葉集 古代の食生活を科学する』1998　中公新書
- 『卑弥呼は何を食べていたか』新潮新書、2012

## 参考
- 『古代日本のチーズ』著者紹介